# 戈维尔 (奥恩省)
戈维尔（法語：Gauville，法語發音：[ɡovil] ⓘ）是法国奥恩省的一个旧市镇，位于该省东北部，属于阿让唐区。2016年1月1日，戈维尔和相邻的另外9个市镇合并为新市镇乌什堡。

## 地理
戈维尔（48°49'44"N, 0°33'15"E）面积21.51 平方千米，位于法国诺曼底大区奧恩省，该省份为法国西北部内陆省份，北起顺时针与卡爾瓦多斯省、厄尔省、厄尔-卢瓦省、萨尔特省、马耶讷省和芒什省接壤。
与戈维尔接壤的市镇（或旧市镇、城区）包括：昂桑、博费、库万、乌什堡、格洛拉费里耶尔、拉贡夫里耶尔、圣埃夫鲁树林圣母村、圣尼古拉德索迈尔、圣桑福里安-德布吕耶尔、弗雷内勒堡。

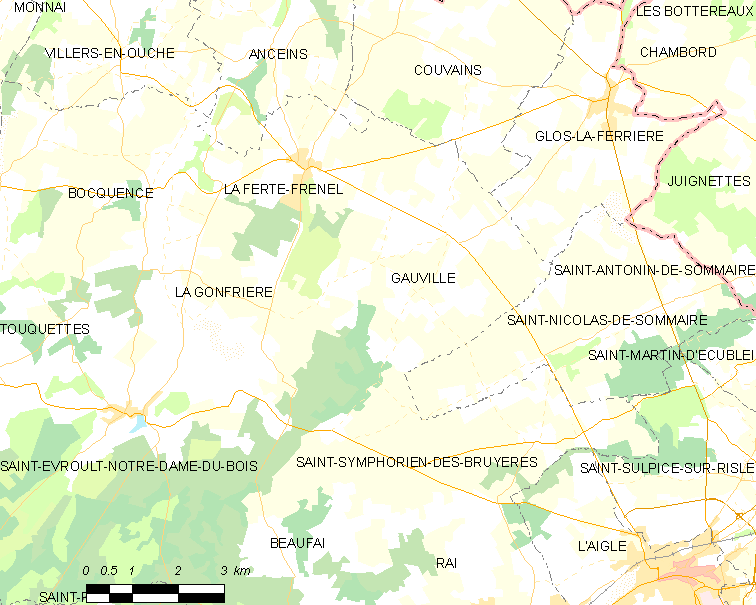
的OSM定位图

戈维尔的时区为UTC+01:00、UTC+02:00（夏令时）。

## 行政
戈维尔的邮政编码为61550，INSEE市镇编码为61184。

## 政治
戈维尔所属的省级选区为赖村县。

## 人口

1962-2008年间人口变化图示

戈维尔于2018年1月1日时的人口数量为573人。